# Ауе-Шварценберг (район)
Ауе-Шварценберг (нім. Landkreis Aue-Schwarzenberg) — колишній район у Німеччині.
Центр району — місто Ауе. Район входить до землі Саксонія. Підпорядкований адміністративному округу Хемніц. Площа — 528,33 км². Населення — 130 038 осіб. Густота населення — 246 осіб/км².
Офіційний код району — 14 1 91.
Район поділяється на 19 громад.
1 серпня 2008 внаслідок реформи громад район Ауе-Шварценберг разом з колишніми районами Аннаберг, Штолльберг та Середні Рудні Гори увійшов до складу нового району Рудні Гори.

## Панорама

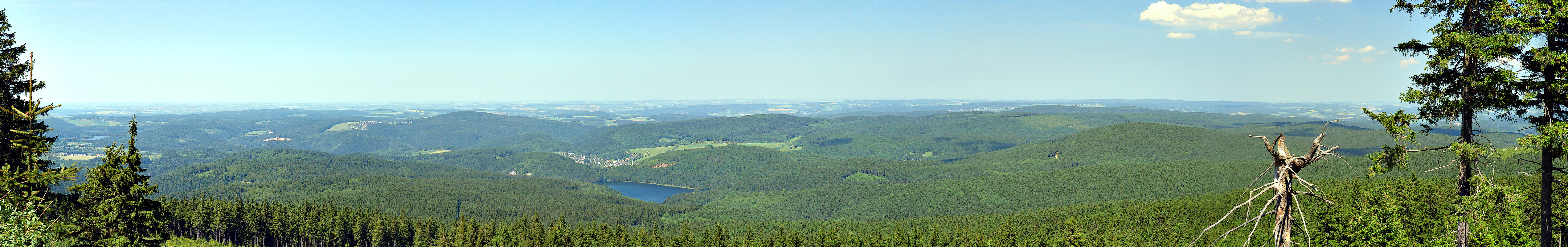
Панорама

## Міста та громади
Міста
1. Ауе (18 272)
2. Айбеншток (6 504)
3. Грюнхайн-Байерфельд (6 630)
4. Йохангеоргенштадт (5 309)
5. Лаутер (4 919)
6. Драбина (10 296)
7. Шнєєберг (16 503)
8. Шварценберг (18 337)

Громади
1. Бад-Шолома (5 480)
2. Бернсбах (4 590)
3. Келіх (2 596)
4. Брайтенбрунн (6 357)
5. Маркерсбах (1 888)
6. Співала (1 272)
7. Раша (3 977)
8. Шенхайде (5 298)
9. Зоза (2 135)
10. Штютценгрюн (3 794)
11. Чорлау (5 881)

Об'єднання громад
Управління Айбеншток
Управління Раша-Маркерсбах-Співала
Управління Чорлау